# Aleksandar Trifunović (calciatore)
Aleksandar Trifunović (in serbo-croato Aлeкcaндap Tpифунoвић; Kraljevo, 13 maggio 1954) è un ex calciatore jugoslavo.

## Carriera

### Club
Milita per un decennio nella massima divisione jugoslava tra le file del Partizan. Con la squadra della capitale vince tre titoli e una Coppa Mitropa.
Nell'estate del 1983 si trasferisce in Italia nelle file dell'Ascoli di Costantino Rozzi. La squadra, che è guidata da Carlo Mazzone, ottiene un decimo posto nel primo anno, ma i marchigiani retrocedono nel campionato successivo, quando subentra in corsa Vujadin Boškov. L'allenatore rimane anche nella stagione successiva, e la squadra vince il campionato di B. Il calciatore chiude la carriera un anno dopo col dodicesimo posto in Serie A, quando la guida passa da Aldo Sensibile a Ilario Castagner.
Nel suo palmarès figura anche un'altra Coppa Mitropa, vinta nel periodo italiano.

### Nazionale
Esordisce nella Jugoslavia il 13 novembre 1977 in una partita valida per le qualificazioni al campionato del mondo 1978 contro la Romania, segnando anche un gol. La sua militanza in Nazionale termina il 7 giugno 1983 in un'amichevole contro la Germania Ovest dopo aver collezionato 11 presenze e 2 reti, entrambe alla Romania.

## Statistiche

### Cronologia presenze e reti in nazionale
| Cronologia completa delle presenze e delle reti in nazionale ― Jugoslavia | Cronologia completa delle presenze e delle reti in nazionale ― Jugoslavia | Cronologia completa delle presenze e delle reti in nazionale ― Jugoslavia | Cronologia completa delle presenze e delle reti in nazionale ― Jugoslavia | Cronologia completa delle presenze e delle reti in nazionale ― Jugoslavia | Cronologia completa delle presenze e delle reti in nazionale ― Jugoslavia | Cronologia completa delle presenze e delle reti in nazionale ― Jugoslavia | Cronologia completa delle presenze e delle reti in nazionale ― Jugoslavia |
| Data                                                                      | Città                                                                     | In casa                                                                   | Risultato                                                                 | Ospiti                                                                    | Competizione                                                              | Reti                                                                      | Note                                                                      |
| ------------------------------------------------------------------------- | ------------------------------------------------------------------------- | ------------------------------------------------------------------------- | ------------------------------------------------------------------------- | ------------------------------------------------------------------------- | ------------------------------------------------------------------------- | ------------------------------------------------------------------------- | ------------------------------------------------------------------------- |
| 13-11-1977                                                                | Bucarest                                                                  | Romania                                                                   | 4 – 6                                                                     | Jugoslavia                                                                | Qual. Mondiali 1978                                                       | 1                                                                         |                                                                           |
| 16-11-1977                                                                | Salonicco                                                                 | Grecia                                                                    | 0 – 0                                                                     | Jugoslavia                                                                | Amichevole                                                                | -                                                                         |                                                                           |
| 30-11-1977                                                                | Belgrado                                                                  | Jugoslavia                                                                | 0 – 1                                                                     | Spagna                                                                    | Qual. Mondiali 1978                                                       | -                                                                         |                                                                           |
| 5-4-1978                                                                  | Teheran                                                                   | Iran                                                                      | 0 – 0                                                                     | Jugoslavia                                                                | Amichevole                                                                | -                                                                         | 46’                                                                       |
| 8-5-1978                                                                  | Roma                                                                      | Italia                                                                    | 0 – 0                                                                     | Jugoslavia                                                                | Amichevole                                                                | -                                                                         |                                                                           |
| 25-10-1978                                                                | Bucarest                                                                  | Romania                                                                   | 3 – 2                                                                     | Jugoslavia                                                                | Qual. Euro 1980                                                           | -                                                                         | 69’                                                                       |
| 25-10-1982                                                                | Sofia                                                                     | Bulgaria                                                                  | 0 – 1                                                                     | Jugoslavia                                                                | Qual. Euro 1984                                                           | -                                                                         |                                                                           |
| 15-12-1982                                                                | Podgorica                                                                 | Jugoslavia                                                                | 4 – 4                                                                     | Galles                                                                    | Qual. Euro 1984                                                           | -                                                                         | 40’                                                                       |
| 30-3-1983                                                                 | Timişoara                                                                 | Romania                                                                   | 0 – 2                                                                     | Jugoslavia                                                                | Amichevole                                                                | 1                                                                         |                                                                           |
| 23-4-1983                                                                 | Parigi                                                                    | Francia                                                                   | 4 – 0                                                                     | Jugoslavia                                                                | Amichevole                                                                | -                                                                         |                                                                           |
| 7-6-1983                                                                  | Lussemburgo                                                               | Jugoslavia                                                                | 2 – 4                                                                     | Germania Ovest                                                            | Amichevole                                                                | -                                                                         |                                                                           |
| Totale                                                                    |                                                                           | Presenze                                                                  | 11                                                                        |                                                                           | Reti                                                                      | 2                                                                         |                                                                           |

## Palmarès

### Club

#### Competizioni nazionali
- Campionato jugoslavo: 3

Partizan: 1975-1976, 1977-1978, 1982-1983
- Serie B: 1

Ascoli: 1985-1986

#### Competizioni internazionali
- Coppa Mitropa: 2

Partizan: 1977-1978
Ascoli: 1986-1987